# Пума-Пунку
Пу́ма-Пу́нку (кечуа Puma Punku — «Врата Пумы») — мегалитический ритуальный комплекс строений, расположенный рядом с более известным мегалитическим комплексом — Тиуанако в Боливии, в 72 км от Ла-Паса вблизи восточного берега озера Титикака.

## История и возраст
В документальных источниках комплекс впервые упоминается испанским конкистадором Педро Сьеса де Леоном в 1549 году. Возведение Пума-Пунку датируется VI веком нашей эры. Для инков этот город считался важным местом сотворения мира.
С момента открытия Пума-Пунку одним из важнейших предметов исследования было определение возраста комплекса. Этим, в частности, занимались такие исследователи Андских культур, как Уильям Х. Исбел из Бингемтонского университета и А. Вранич. Радиоуглеродный анализ нижнего слоя насыпи Пума-Пунку определил, что начало работ на первом из трёх строительных этапов произошло в 536—600 годы н. э. Причём этот слой укладывался непосредственно на отложения Плейстоцена. Раскопки Вранича указали на совершенное отсутствие иной предшествующей инкам культуры в районе Тихуанако/Пумпунку.

## Общие сведения

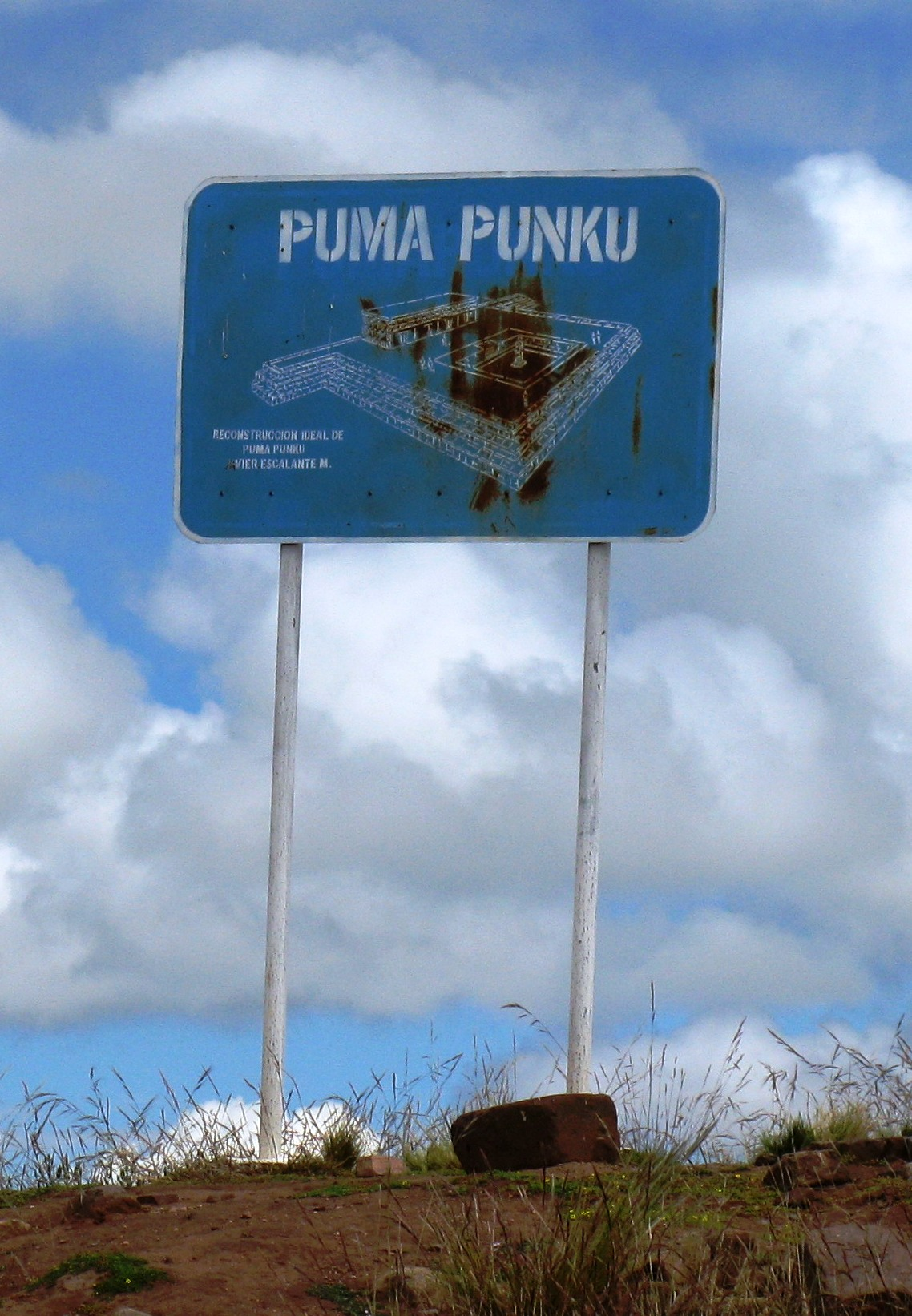
Информационный щит со схемой комплекса Пума-Пунку

Развалины Пума-Пунку расположены на холме, напоминающем Акапану и, возможно, имеющем искусственную подсыпку. На вершине холма — углубление, которое Артур Познанский рассматривает как след некогда существовавшего искусственного водоёма.
Комплекс представляет собой насыпь, преимущественно глиняную, облицованную мегалитическими блоками. Её размеры с севера на юг составляют 167,36 м, с востока на запад — 116,7 м. На северо-восточных и юго-восточных углах имеются дополнительные прямоугольные объёмы облицованной насыпи шириной 20 метров и длиной 27,6 м. Ниже уровня насыпи устроен прямоугольный внутренний двор, стены и поверхность которого также состоят из мегалитов.
На восточном краю Пумы Пунку располагается терраса, так называемая «Платформа Литица». Её размеры — 6,75 м на 38,72 м. В состав Платформы входит самый большой каменный блок из обнаруженных в Пума-Пунку и Тиуанако. Размеры этой монолитной плиты красного песчаника составляют 7,81 м длины, 5,17 метров ширины и, в среднем, 1,07 метра толщины. Оценочная масса — порядка 131 тонны.
Насыпь Пума-Пунку в основном состоит из глины, а края заполнены речным песком и булыжниками. Археологические исследования установили, что комплекс возводился в три основных этапа.
Принято считать, что в период своего расцвета Пума-Пунку представлял блистательное зрелище. Однако современное понимание исходного значения и роли данного комплекса является весьма приблизительным из-за отсутствия исторических письменных источников с одной стороны и разрушительного действия времени, в частности варварского уничтожения каменных блоков, использовавшихся для производства щебня при строительстве железной дороги, с другой.
Интересно также, что в раскопках окрестностей Пума-Пунку в 1950-х годах был найден такой неуместный артефакт, как керамическая чаша — Фуэнте Магна (исп. Fuente Magna) с подобным шумерской клинописи начертанием. В настоящее время она хранится в Музее драгоценных металлов (исп. Museo de Metales Preciosos), Ла-Пас (Боливия)[уточнить].
Применение методов магнитометрии, электрической проводимости и сейсморазведки позволили установить, что в радиусе одного километра от комплекса имеются скрытые под землёй остатки различных строений, мостовых и даже водопроводов.

## Особенности строительных технологий Пума-Пунку
Как указывалось выше, самым крупным каменным монолитом Пума-Пунку является блок красного песчаника приблизительной массой в 131 тонну и размерами 7,81 м × 5,17 м × 1,07 м. Второй по размеру блок — примерной массой 85,2 тонны и размерами 7,9 м × 2,5 м × 1,86 м. Оба этих монолита входят в состав «Платформы Литица». Детальные петрографические и химические исследования образцов каменной кладки Пума-Пунку и камней из окружающих месторождений определили, что блоки красного песчаника доставлялись из карьера с расстояния в 10 километров, а меньшие блоки андезита транспортировались с расстояний приблизительно в 90 км. Имеется ряд теорий, описывающих доставку камней из карьеров, но ни одна из них не является общепризнанной. Наиболее устоявшиеся из них предполагают наличие большого количества людей и использование верёвок из шкур ламы в сочетании с искусственными наклонными плоскостями.
Каменные блоки комплекса обрабатывались таким образом, что форма и качество поверхности позволяли стыковать их между собой без использования цементных растворов, являясь как бы элементами своего рода Лего.
Отметим, что точность выполнения сопряжений свидетельствует о серьёзных знаниях в части начертательной геометрии и владении потерянными ныне технологиями обработки камня. В зазор многих блоков не входит даже бритвенное лезвие.
Среди блоков Пума-Пунку имеется значительное число взаимозаменяемых типовых элементов. Это, по всей видимости, было следствием их массового производства, что технологически опережало будущих местных жителей на многие столетия. Откопанные в наше время и установленные рядами блоки Пума-Пунку очень напоминают склад готовой продукции современного завода железобетонных конструкций. Только на заводе изделия льют из бетона, а камни Пума-Пунку каким-то образом обрабатывали в твёрдом состоянии и даже выполняли в них глухие отверстия сложной формы.
Для создания надёжного фундамента комплекса Пума-Пунку строители рыли котлованы, заполняя их слоями песка и щебня. Такие слои оказались идеальной основой мегалитического сооружения. Строители комплекса также эффективно решили задачи функционирования ирригационной системы и удаления сточных вод.

Необходимо отметить использование ][-образных стяжек, изготовленных из уникального соединения бронзы, никеля и мышьяка. Они применялись для дополнительного крепления каменных блоков между собой. Видимо, для повышения прочности изготавливались такие стяжки методом ковки.

Каменные блоки Пума-Пунку
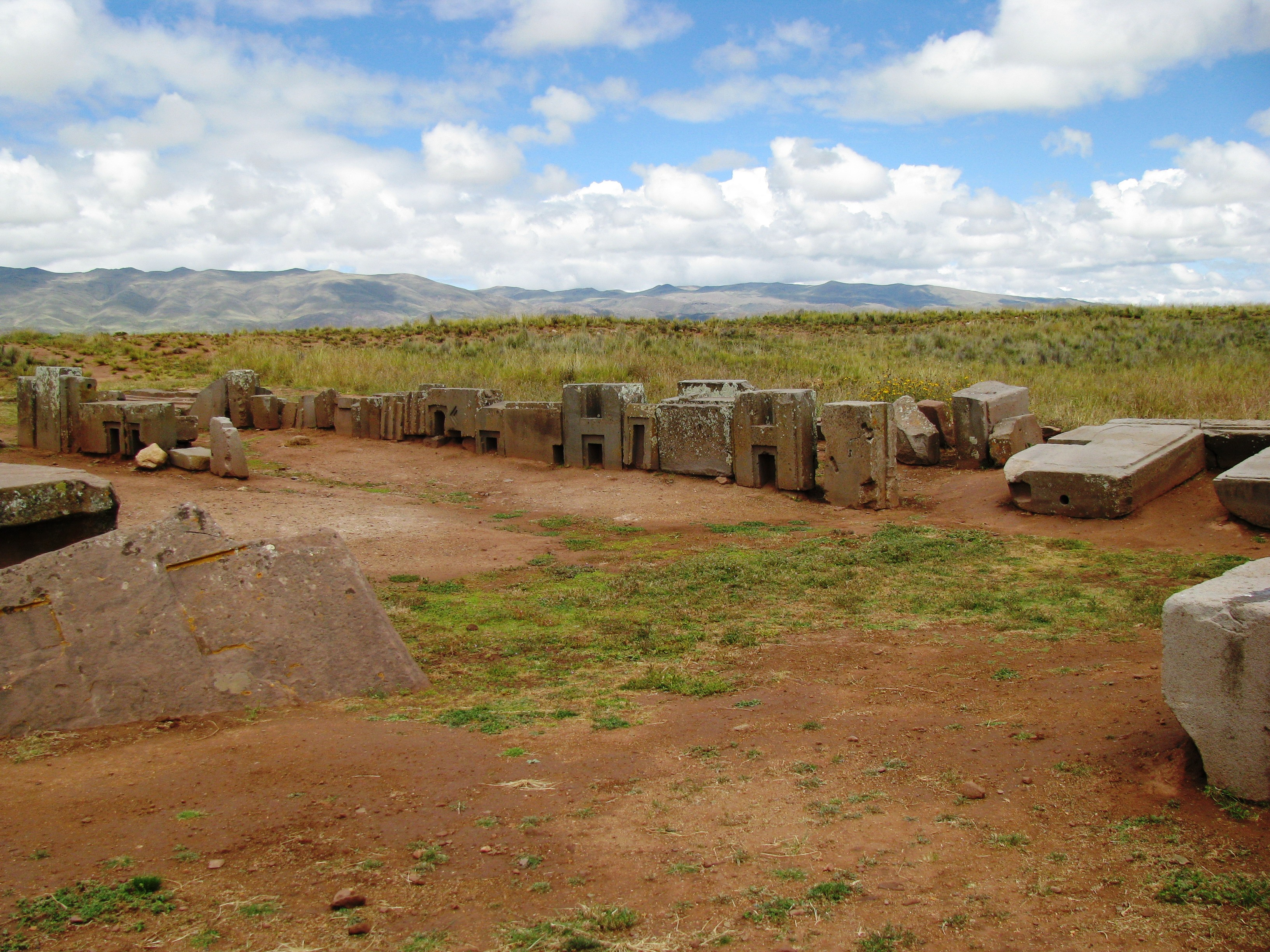
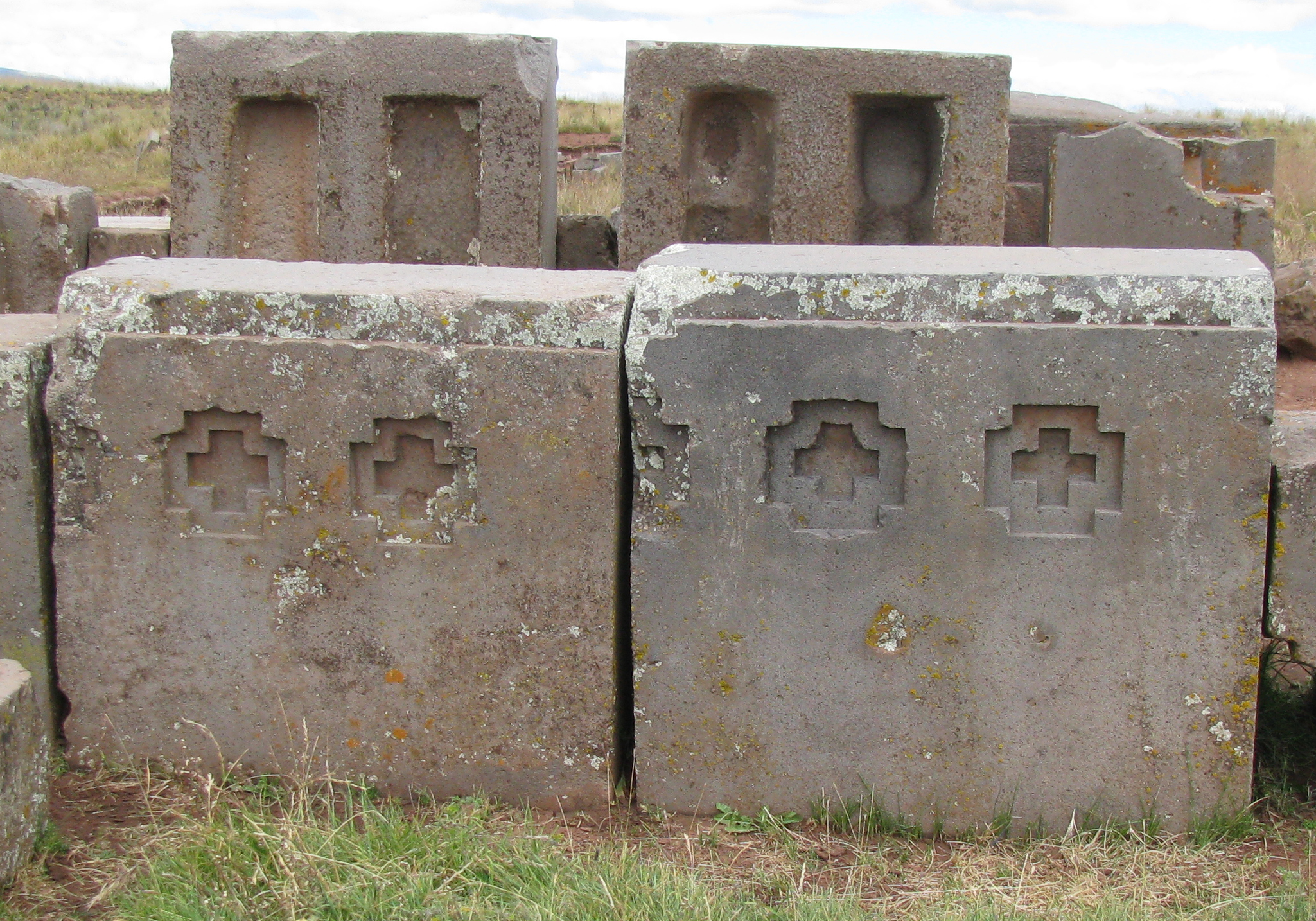
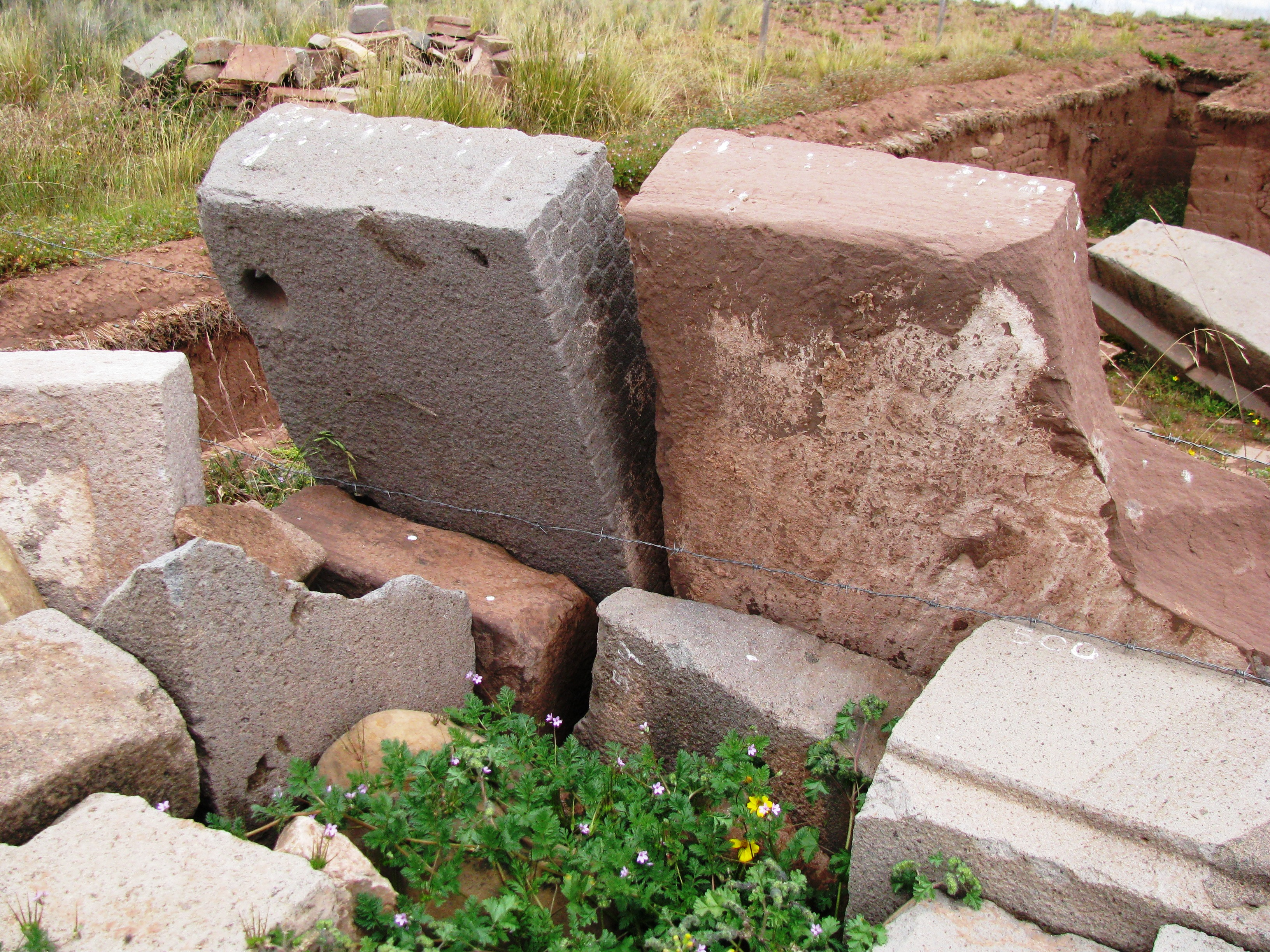
Пример орнамента (боковая поверхность левого блока)
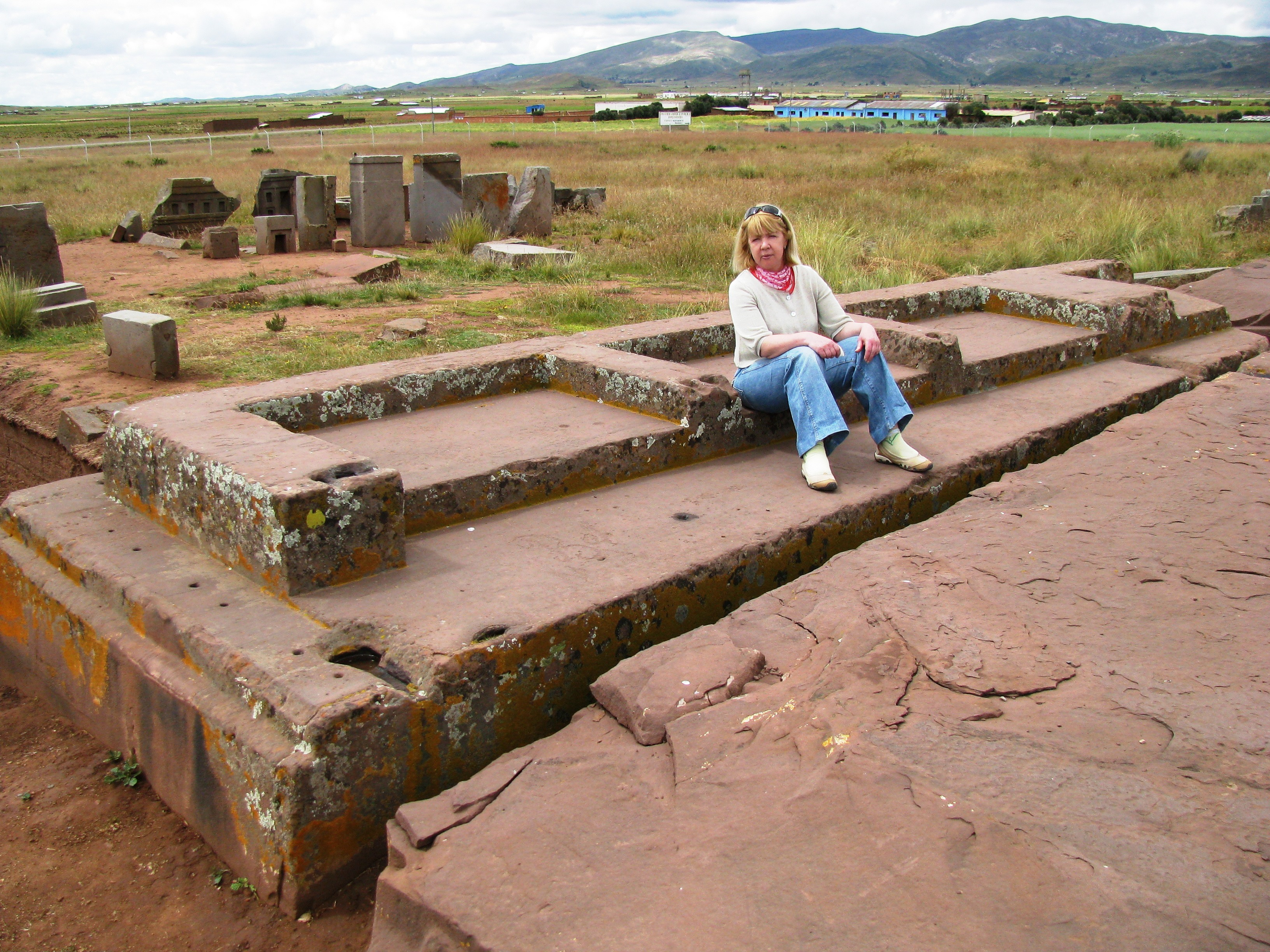
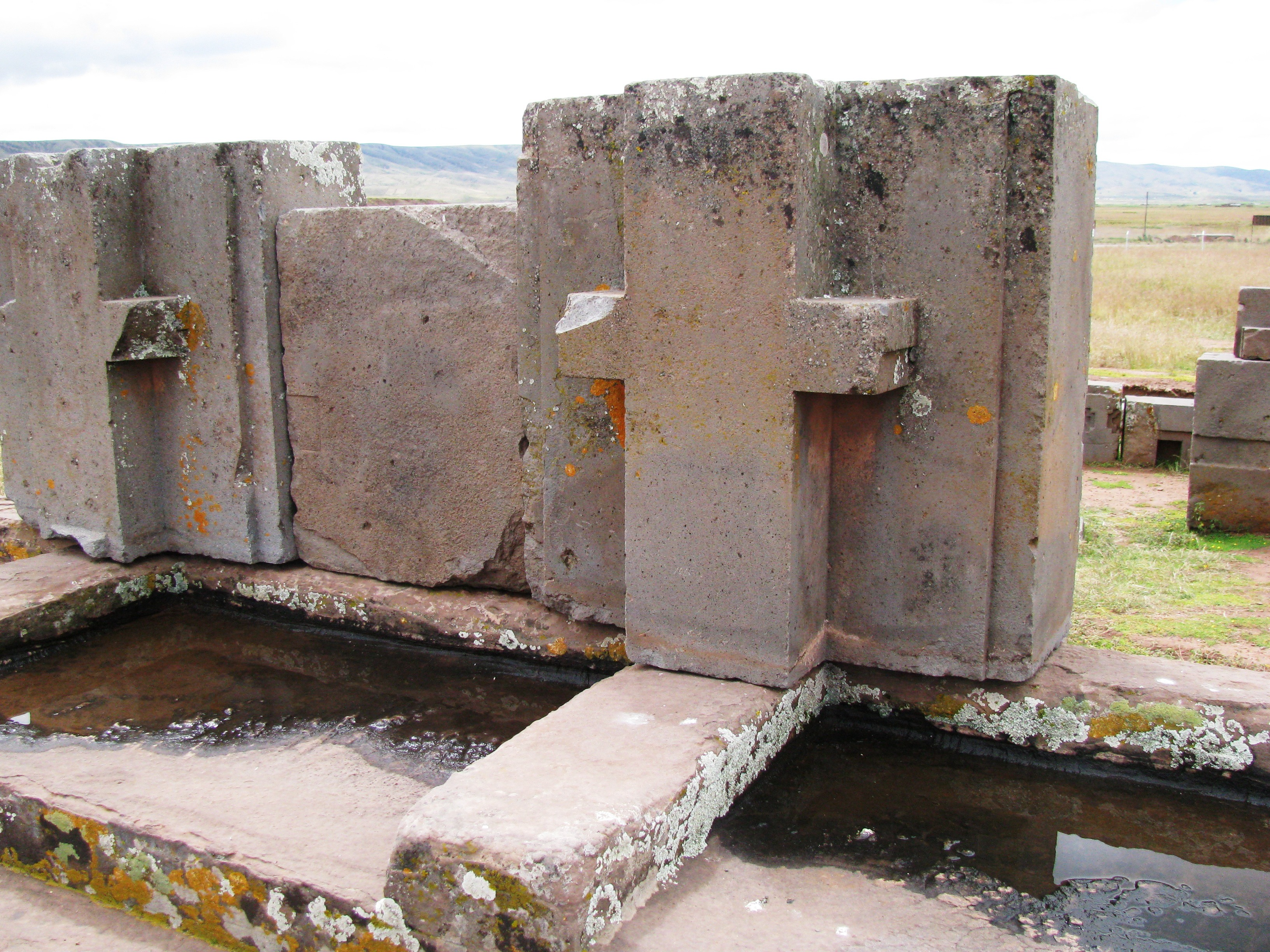
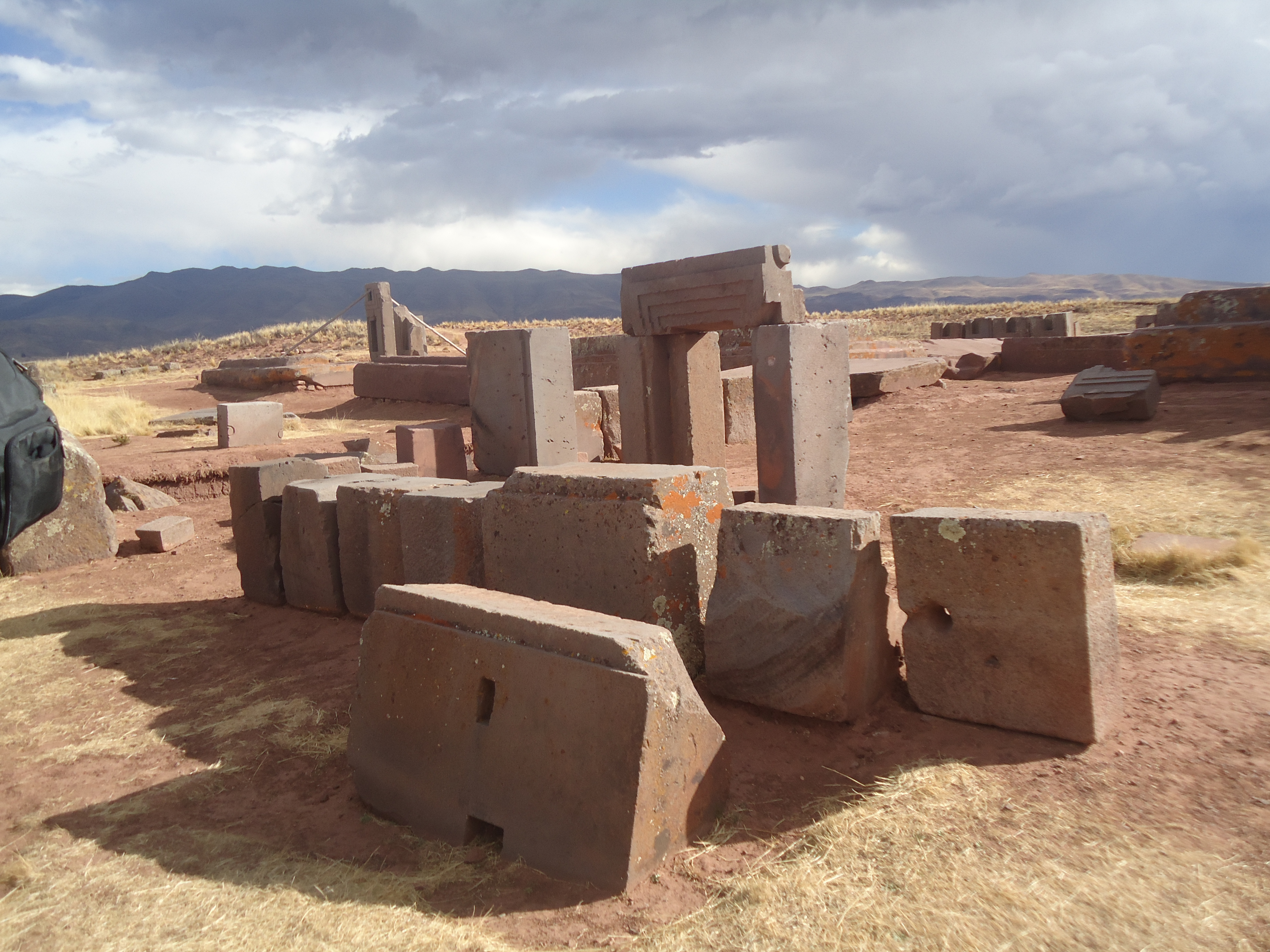

## Культурное и духовное значение Пума-Пунку
Так как письменные источники времён строительства комплекса отсутствуют, о его исходном культурном и духовном значении можно лишь догадываться. В этой связи принято считать, что область Пума-Пунку и Тиуанако служило своего рода религиозным центром андского мира, привлекавшим паломников. Эту версию косвенно подтверждает то, что раскопки местности, окружающей Пума-Пунку и Тиуанако, не выявили никаких культурных слоёв. То есть следов постоянного населения здесь обнаружить не удалось.